# Mundial 78 (álbum)
Mundial 78 es un álbum de estudio por el bandoneonista de tango argentino Astor Piazzolla junto a su Conjunto Electrónico, fue grabado en Italia durante 1977, y lanzado por el sello Carosello en aquel país en 1978, con motivo de la Copa Mundial de Fútbol de 1978 celebrada en Argentina. Fue reeditado como Chador ya que en Europa no fue bien visto un álbum sobre la Copa Mundial transcurrida en el marco de una sangrienta dictadura. Es considerado uno de los puntos creativos más bajos dentro de su discografía.
Se trata del último álbum del largo y fructífero «periodo italiano» de Piazzolla en el país peninsular, ya que en 1980 retornaría a Argentina para volver con su Quinteto para grabar Biyuya de 1980.
Las ediciones del álbum fueron muy irregulares, en varias ocasiones se editó con diferentes títulos tanto en el álbum como en sus pistas, cambiándose las portadas en muchos casos también.

## Antecedentes
Tras un acuerdo con el productor Alan Pagani, Astor Piazzolla selló una serie de contratos discográficos en Europa, dando inicio a lo que algunos biógrafos de Piazzolla llaman como el «periodo italiano». En el país peninsular escribió y grabó varios álbumes, incluyendo varias bandas sonoras como Lumière en 1976, Quand la ville s'éveille en 1975, Il pleut sur Santiago en 1975, Cadavres exquis en 1975 y Armaguedon de 1977. Se destacan además, Libertango, un álbum que tenía un marcado enfoque rockero que el Octeto Electrónico de 1976-1977 buscaría explotar aun más.

## Grabación
Mundial 78 fue grabado en diciembre de 1977, en los Estudios Mondial Sound, en Milán, Italia, al igual que los demás álbumes del «periodo italiano» de Astor Piazzolla. Fue el último álbum grabado durante su larga y fructífera estadía en Italia. Piazzolla dijo sobre el álbum:

Para el Mundial le voy a entregar al país un larga duración que no sé si va a gustar o no, pero que es mi homenaje al fútbol, un deporte que me gusta muchísimo. Se llama Piazzolla-Mundial 78.
Astor Piazzolla.

Sin embargo, Piazzolla no estuvo conforme con la producción del álbum en su momento, al punto de pensar en no editarlo.

## Lanzamiento y reediciones
El álbum Mundial 78 se ha editado con diferentes portadas y títulos, ya sea del álbum en sí como de sus temas. Editado originalmente en 1978 con motivo de la Copa Mundial de Futbol celebrada en Argentina, se editó originalmente con el título de Mundial 78 en Italia, Francia y Brasil por los sellos Carosello, Barclay y Pick según cada caso. Curiosamente en Argentina el álbum se llamó Piazzolla 78 con una portada diferente, fue editado por Trova. En Venezuela se editó en 1981 por Disquerías Unidas, fue titulado Mephisto y la portada fue distinta. En 1990 fue reeditado en Italia en CD y disco de vinilo, se tituló Chador y también se lanzó con diferente portada. La edición española en CD y vinilo, y la estadounidense y canadiense, todas de 1991 también se titularon Chador. En 1992 se editó en casete en Chile como Tango Blues. JBR Records lo reeditó en Francia en 1993 también titulado como Chador, siendo la edición más recurrente de todas.

## Lista de temas
Todas las canciones escritas y compuestas por Astor Piazzolla. 
| Lado A |              |          |  |
| N.º    | Título       | Duración |  |
| 1.     | «Mundial 78» | 6:00     |  |
| 2.     | «Marcación»  | 3:30     |  |
| 3.     | «Penal»      | 4:12     |  |
| 4.     | «Gambeta»    | 2:59     |  |

| Lado B |           |          |  |
| N.º    | Título    | Duración |  |
| 5.     | «Golazo»  | 4:08     |  |
| 6.     | «Wing»    | 3:30     |  |
| 7.     | «Corner»  | 4:34     |  |
| 8.     | «Campeón» | 4:10     |  |

## Créditos
Conjunto Electrónico.
- Astor Piazzolla - bandoneón, arreglos y dirección
- Hugo Heredia y Sergio Rigon - flauta en C
- Giuseppe Parmigiani - flauta en G
- Sergio Almangano - violín
- Elsa Parravicini - viola
- Paolo Salvi - violonchelo
- Sergio Farina - guitarra
- Arnaldo Piuri - piano
- Gianni Zilioli - órgano
- Gigi Cappellotto y Giorgio Azzolini - bajo eléctrico
- Tullio De Piscopo - batería y percusión